# Gezoomd vedermos
Gezoomd vedermos (Fissidens bryoides) is een mossensoort uit het geslacht vedermos (Fissidens).

## Ecologie
Gezoomd vedermos komt vooral voor op open of beschaduwde, zwak zure tot neutrale klei, leem of lemig zand. Doorgaans gaat het om standplaatsen zoals steilkanten, slootkanten, dijken en randen van bospaden. In bossen op eutrofe bodem kan het een van de algemeenste mossen zijn.